# أرييج (إقليم فرنسي)

علم الإقليم

خارطة الإقليم

أرْيِيج (بالفرنسية: Ariége)‏: هو إقليم فرنسي تابع لمنطقة ميدي بيرينه أخذ اسمه من نهر أرييج. يبلغ عد سكانه 137205 نسمة.

## المناخ
يظهر الجدول التالي التغييرات المناخية على مدار السنة لأرييج:
| البيانات المناخية لـأرييج                                                                                     | البيانات المناخية لـأرييج | البيانات المناخية لـأرييج | البيانات المناخية لـأرييج | البيانات المناخية لـأرييج | البيانات المناخية لـأرييج | البيانات المناخية لـأرييج | البيانات المناخية لـأرييج | البيانات المناخية لـأرييج | البيانات المناخية لـأرييج | البيانات المناخية لـأرييج | البيانات المناخية لـأرييج | البيانات المناخية لـأرييج | البيانات المناخية لـأرييج |
| الشهر | يناير                     | فبراير                    | مارس                      | أبريل                     | مايو                      | يونيو                     | يوليو                     | أغسطس                     | سبتمبر                    | أكتوبر                    | نوفمبر                    | ديسمبر                    | المعدل السنوي             |
| --- | ------------------------- | ------------------------- | ------------------------- | ------------------------- | ------------------------- | ------------------------- | ------------------------- | ------------------------- | ------------------------- | ------------------------- | ------------------------- | ------------------------- | ------------------------- |
| متوسط درجة الحرارة الكبرى °م (°ف)                                                                             | 10.3 (50.5)               | 11.3 (52.3)               | 14.2 (57.6)               | 16.0 (60.8)               | 19.5 (67.1)               | 22.9 (73.2)               | 25.5 (77.9)               | 25.6 (78.1)               | 23.0 (73.4)               | 19.0 (66.2)               | 13.7 (56.7)               | 10.9 (51.6)               | 17.7 (63.9)               |
| المتوسط اليومي °م (°ف)                                                                                        | 5.3 (41.5)                | 6.2 (43.2)                | 8.8 (47.8)                | 10.6 (51.1)               | 14.2 (57.6)               | 17.7 (63.9)               | 20.0 (68.0)               | 20.0 (68.0)               | 17.1 (62.8)               | 13.5 (56.3)               | 8.6 (47.5)                | 5.9 (42.6)                | 12.3 (54.1)               |
| متوسط درجة الحرارة الصغرى °م (°ف)                                                                             | 0.3 (32.5)                | 1.1 (34.0)                | 3.3 (37.9)                | 5.2 (41.4)                | 8.9 (48.0)                | 12.5 (54.5)               | 14.5 (58.1)               | 14.3 (57.7)               | 11.2 (52.2)               | 8.0 (46.4)                | 3.5 (38.3)                | 0.9 (33.6)                | 7.0 (44.6)                |
| الهطول مم (إنش)                                                                                               | 83 (3.3)                  | 62 (2.4)                  | 80 (3.1)                  | 105 (4.1)                 | 102 (4.0)                 | 77 (3.0)                  | 52 (2.0)                  | 73 (2.9)                  | 73 (2.9)                  | 80 (3.1)                  | 82 (3.2)                  | 83 (3.3)                  | 952 (37.5)                |
| متوسط أيام هطول الأمطار (≥ 1 mm)                                                                              | 10.3                      | 9.2                       | 10.5                      | 11.9                      | 12.0                      | 9.4                       | 6.9                       | 8.8                       | 8.7                       | 10.4                      | 9.8                       | 9.8                       | 117.7                     |
| ساعات سطوع الشمس الشهرية                                                                                      | 119                       | 130                       | 169                       | 169                       | 179                       | 189                       | 205                       | 207                       | 190                       | 152                       | 117                       | 109                       | 1٬935                     |
| المصدر: Meteorological data for Saint Girons – 411 m altitude, from 1981 to 2010 January 2015 باللغة الفرنسية |                           |                           |                           |                           |                           |                           |                           |                           |                           |                           |                           |                           |                           |